# Ludwik Jus
Ludwik Jus (ur. 2 kwietnia 1884 w Końskiem, zm. 3 grudnia 1952) – polski filolog klasyczny, profesor gimnazjalny, pracownik oświatowy, wizytator szkół, wykładowca uniwersytecki, podporucznik rezerwy piechoty Wojska Polskiego.

## Życiorys

### Pochodzenie i wykształcenie
Urodził się 2 kwietnia 1884 w Końskiem. Był synem Karola Jusa (przed 1901 ekonom, około 1906 rządca w Dydni, przed 1914 prywatny oficjalista, zm. 1 stycznia 1918 w wieku 75 lat) i Magdaleny z domu Długosz (zm. 14 czerwca 1921 w wieku 65 lat). Miał siostrę Karolinę (tuż przed 1939 owdowiała, matka siedmiorga dzieci – pięciu synów i dwóch córek) oraz braci: Augusta (ur. 1886), Józefa (ur. 1888), Konstantego (ur. 1889), Mieczysława (1893–1945), Bolesława (1900–1944), którzy także byli uczniami sanockiego gimnazjum. August był oficerem C. i K. Armii, a Mieczysław i Bolesław również oficerami Wojska Polskiego.
Początkowo uczył się w szkole elementarnej w rodzinnej wsi. Następnie kształcił się w C. K. Gimnazjum w Sanoku, gdzie w styczniu 1900 jako uczeń V klasy otrzymał stypendium Głowińskiego, a w 1903 ukończył VIII klasę i zdał z odznaczeniem egzamin dojrzałości (w jego klasie byli m.in. Leopold Dręgiewicz, Józef Ekkert, Ksawery Jaruzelski, Feliks Młynarski, Kazimierz Ślączka). Podczas nauki szkolnej działał w Organizacji „Promień” (aktywnie działali w niej także Kazimierz Świtalski, bracia Stefan i Włodzimierz Mozołowscy oraz Samuel Herzig). Jako że pochodził z ubogiej rodziny, w trakcie nauki szkolnej w Sanoku (zamieszkując u wujka, będącego szewcem) zarabiał na siebie udzielając korepetycji. Co tydzień przemierzał pieszo drogę ok. 20 kilometrów z Sanoka do Końskiego.

### Początki pracy i I wojna światowa
Ukończył studia na Wydziale Filozoficznym Uniwersytetu Lwowskiego w zakresie filologii klasycznej o specjalizacji łaciny i greki. Podjął pracę nauczyciela tych języków, przygotowując się jednocześnie do przewodu doktorskiego i planowanej kariery naukowej na uniwersytecie. Jako kandydat stanu nauczycielskiego został mianowany zastępcą nauczyciela w roku szkolnym 1910/1911 w oddziałach równorzędnych C. K. IV Gimnazjum we Lwowie, a po zdaniu egzaminów nauczycielskich w roku szkolnym 1913/1914  został mianowany rzeczywistym nauczycielem C. K. IV Gimnazjum we Lwowie z przydziałem do oddziałów równorzędnych tej szkoły. Przed 1914 poznał Estellę Kober (ur. 1885 lub 1890 w Paryżu jako córka Francuzki – luteranki i Polaka – katolika), jako że oboje udzielali prywatnych lekcji języków obcych tym samym osobom), z którą się ożenił, biorąc ślub katolicki. Po wybuchu I wojny światowej został powołany do służby w szeregach C. K. Armii. Został wzięty do niewoli przez Rosjan. Wieziony pociągiem do obozów dla członków POW Ludwik Jus, dzięki wyrozumiałości eskortującego go rosyjskiego żołnierza miał możliwość odwiedzić żonę i ich dwumiesięcznego syna Andrzeja (ur. 16 października 1914). Nauczycielem filii C. K. IV Gimnazjum we Lwowie pozostawał formalnie do 1918.

### II Rzeczpospolita
Po odzyskaniu przez Polskę niepodległości został przyjęty do Wojska Polskiego, pozostając formalnie nauczycielem macierzystej szkoły, przemianowanej na IX Państwowe Gimnazjum im. Jana Kochanowskiego we Lwowie, od 4 czerwca 1921 przebywał na urlopie z IX Gimnazjum. Według wspomnień swojego syna, Ludwik Jus przebywał łącznie siedem lat poza domem wskutek uwięzienia w Irkucku na Syberii (jeszcze w 1920 przebywał w niewoli wraz z polskimi oficerami-jeńcami).
W latach 20. pracował jako starszy nauczyciel w IX Państwowym Gimnazjum im. Jana Kochanowskiego we Lwowie ucząc języka łacińskiego i języka greckiego. Jednocześnie uczył łaciny w Gimnazjum Żeńskim im. Juliusza Słowackiego we Lwowie. W 1928 został mianowany członkiem komisji kwalifikacyjnej dla nauczycieli szkół średnich ogólnokształcących przy Kuratorium Okręgu Szkolnego Lwowskiego we Lwowie. Na przełomie lat 20./30. był wizytatorem szkół średnich. W latach 30. był pełniącym obowiązki naczelnika Wydziału Szkolnictwa Średniego w Kuratorium Okręgu Szkolnego Lwowskiego. 31 sierpnia 1937 na własną prośbę został odwołany ze stanowiska naczelnika wydziału w kuratorium lwowskim (jego miejsce zajął Mieczysław Ziemnowicz) i został przywrócony do pracy nauczyciela w II Państwowym Gimnazjum im. Karola Szajnochy we Lwowie.
W Wojsku Polskim został awansowany na stopień podporucznika rezerwy piechoty ze starszeństwem z dniem 1 czerwca 1919. W 1923, 1924 był przydzielony jako oficer rezerwowy do 49 pułku piechoty w garnizonie Kołomyja. W 1934 był zweryfikowany z lokatą 6 jako podporucznik rezerwy piechoty na liście starszeństwa z dniem 1 czerwca 1919 i był przydzielony wówczas do Powiatowej Komendy Uzupełnień Lwów Miasto.
Zasiadał w zarządzie głównym Polskiego Towarzystwa Filologicznego i w zarządzie Koła Lwowskiego PTF. Recenzował dzieła. W 1937 był członkiem komisji rewizyjnej Towarzystwa Badania Historii Obrony Lwowa i Województw Południowo-Wschodnich. W latach 30. był członkiem komisji rewizyjnej zarządu głównego Towarzystwa Badania Historii Obrony Lwowa i Województw Południowo-Wschodnich. 
Jako profesor gimnazjalny zachowywał doskonałe relacje z krewnymi z rodzinnych stron, a między nimi istniała odwzajemniona duma. Światopoglądowo, na skutek doświadczeń wojennych i zesłania, był otwarty i liberalny. Nie należał do żadnej partii, aczkolwiek sympatyzował z PPS. Pod koniec lat 30. stał się przeciwnikiem narastających nastrojów antysemickich i antyukraińskich. Wyrażał szacunek wobec ludzi różnych ze względu na narodowość, wiarę czy pochodzenie. Był niewierzący, aczkolwiek szanujący wiarę innych. 11 listopada 1936 został odznaczony Złotym Krzyżem Zasługi „za zasługi w służbie państwowej”.
Jego żona, w okresie II Rzeczypospolitej określana jako Stella Jusowa, od około 1919 pracowała jako nauczycielka, w latach 20. uczyła języka francuskiego w Prywatnym Gimnazjum Męskim im. Henryka Jordana we Lwowie.

### II wojna światowa
Po wybuchu II wojny światowej i nastaniu okupacji sowieckiej komuniści radzieccy zreorganizowali system nauczania, w związku z czym nauka łaciny i greki została usunięta ze szkół. W tej sytuacji Ludwik Jus został pozbawiony dotychczasowej pracy, wobec czego od tego czasu nauczał geografii i matematyki w szkołach elementarnych, uzyskując za to niewielkie wynagrodzenie (jego żona traciła zajęcie nauczycielki i już nie mogła podjąć pracy). Po ataku Niemiec na ZSRR z 22 czerwca 1941 i nastaniu okupacji niemieckiej stracił pracę po tym, jak Niemcy zajęli jego szkołę, a jego rodzina spadła na skraj ubóstwa. Wystarał się u deklarację swojego znajomego bp. Eugeniusza Baziaka dla żydowskiej rodziny swojej przyszłej synowej, Karoliny Frist, jednak jej ojciec Juliusz Frist – mimo wielu perswazji – nie przyjął tej propozycji schronienia się w klasztorze Bernardynów we Lwowie. Wobec pogarszających się warunków bytowych Ludwik Jus pod koniec listopada 1941 zainicjował plan wyjazdu z bliskimi ze Lwowa do swojej siostry Karoliny, mieszkającej na wsi w jego rodzinnych stronach, gdzie Ludwik, Estella, Andrzej i Karolina Jusowie mieli udać po Świętach Bożego Narodzenia 1941. Na przełomie lutego/marca 1942 Andrzej i Karolina Jusowie opuścili Lwów i przez Sanok (tam uzyskali wsparcie od krewnej ze strony ojca, nauczycielki, harcerki i działaczki konspiracji Albiny Wójcik), dotarli do wsi siostry Ludwika, Karoliny, po czym zamieszkali w najętym domu 2 km dalej. Na miejscu Andrzej rozpoczął pracę lekarza. Ludwik i Estella Jusowie przeprowadzili się tam ok. 5 maja 1942, a w tym celu pozbywali się mebli, sprzedając je. Na miejscu Ludwik Jus wraz z rodziną był otoczony szacunkiem miejscowej ludności (np. byli zapraszani na wesela jako goście honorowi), sam uprawiał ogródek oraz pomagał w utrzymaniu domu synowi pracującemu jako lekarz dla ludności. We wsi wraz z rodziną doczekał nadejścia frontu wschodniego i wkroczenia Armii Czerwonej w lipcu 1944. Tuż po tym (pod nieobecność syna, który wyjechał na około 10 dni do Lwowa) doznał ataku serca (podczas wojny zmagał się z nadciśnieniem), a po sześciu tygodniach rekonwalescencji powoli wracał do normalnego życia. Podczas okupacji był zaangażowany w tajne nauczanie.

### Polska Ludowa

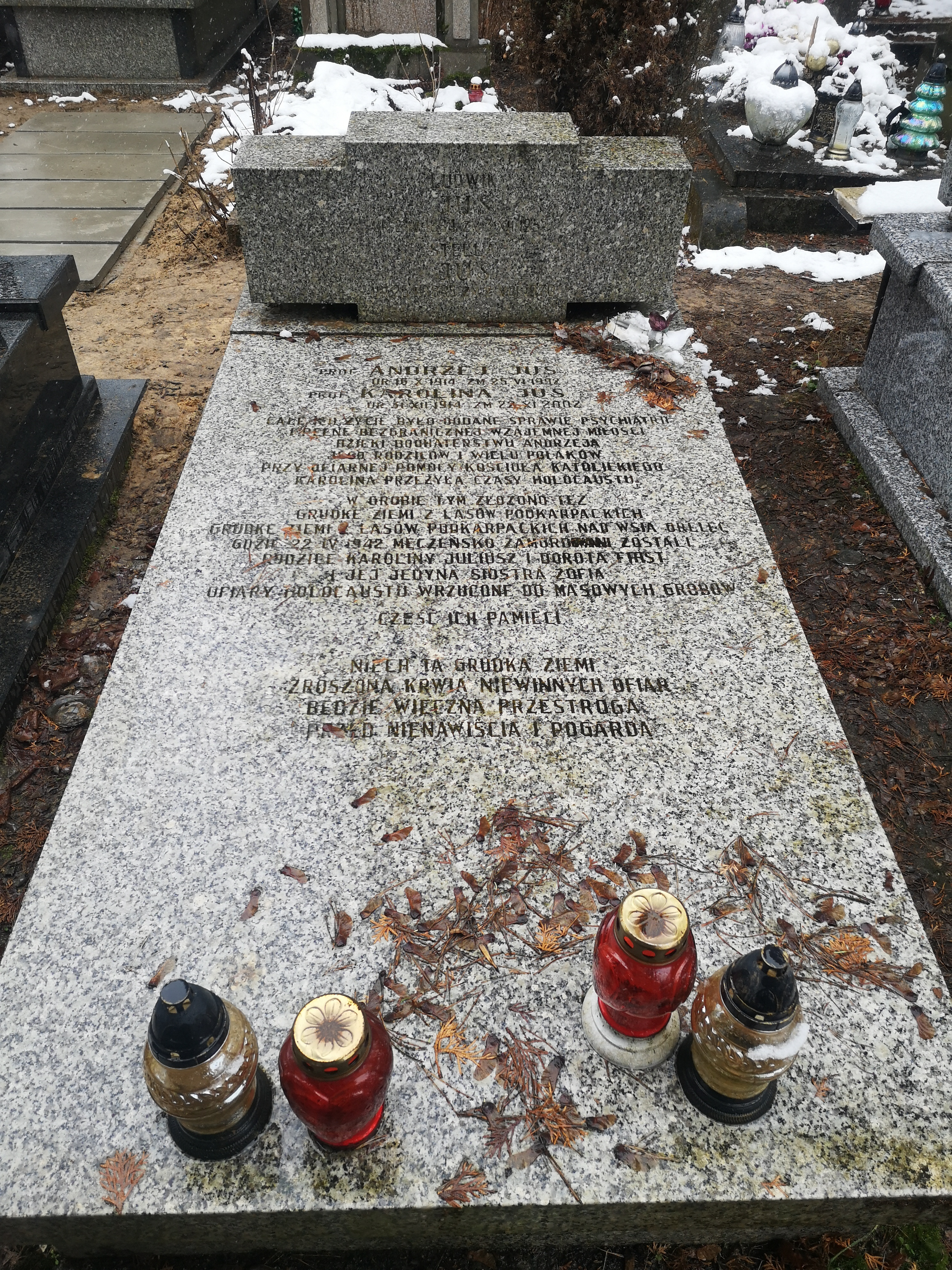
Nagrobek Ludwika, Estelii, Andrzeja i Karoliny Jusów w głównej alei cmentarza w Tworkach

Na początku marca 1945 jego syn Andrzej i Karolina Jusowie opuścili wieś. Podczas gdy oni wyjechali do Warszawy kontynuować swoją pracę i studia, Ludwik Jus z żoną otrzymał mieszkanie w Krakowie od byłego pracownika swojego szwagra, Juliusza Frista. Pod koniec 1945 oboje przenieśli się do Wrocławia, gdzie wcześniej osiedli Andrzej i Karolina, i zamieszkali trzy domy od nich. Ludwik Jus został wykładowcą łaciny na Uniwersytecie Wrocławskim. Wczesną wiosną 1948 cała czwórka Jusów wpadła w „kocioł” przygotowany przez funkcjonariuszy UB w mieszkaniu sąsiadów, gdzie byli przetrzymywani przez ok. trzy tygodnie, po czym zwolnieni (dla służb komunistycznych poszukujących szpiegów podejrzane wydało się urodzenie Estelli w Paryżu oraz przebywanie tam w 1947 na stypendium Andrzeja i Karoliny). Zimą 1949/1950 Ludwik i Estella Jusowie przenieśli się pod Warszawę, gdzie Andrzej i Karolina podjęli wówczas pracę w Instytucie Psychoneurologicznym w Pruszkowie. 
W drugiej połowie 1952 przeszedł krwotok mózgowy, przebywał w szpitalu i nie powrócił już do zdrowia. Zmarł 3 grudnia 1952. Z żoną przeżył w małżeństwie prawie 50 lat. Estella Jus zmarła w czerwcu 1970 i została pochowana w grobie męża.

## Publikacje
- Gramatyka łacińska. Najważniejsze wiadomości z głosowni i morfologi. Część I (Z. Samolewicza zwięzłej gramatyki łacińskiej oprac. ponownie Ludwik Jus) (1930, wyd. Lwów / Warszawa, Książnica-Atlas)[89]
  - Wyd. 1946, Sekcja Wydawnicza 2 Korpusu, Bari)
- Słownik łacińsko-polski. Zagadnienia treści, formy stosowania (1939)